# Carobius trifurcatus
Carobius trifurcatus is een insect uit de familie van de bruine gaasvliegen (Hemerobiidae), die tot de orde netvleugeligen (Neuroptera) behoort. 
Carobius trifurcatus is voor het eerst wetenschappelijk beschreven door Kimmins in 1940.